# Giuni Russo
Giuni Russo (Giuseppa Romeo művészneve, Palermo, 1951. szeptember 10. – Milánó, 2004. szeptember 14.) olasz énekes-dalszerzőnő. Az 1980-as évek elején vált népszerűvé art pop stílusú dalaival. Öt oktávos hangterjedelemmel rendelkezett, emellett karrierje során 9 nyelven énekelt.

## Élete
Szicíliai születésű lány volt, s már gyermekkorában érdekelte az éneklés: a Teatro Politeamában vett részt kisebb szerepekben. 1966-ban 15 évesen a Castrocarói Fesztiválon lépett fel, ahol az elődöntőig jutott el. A következő évben már megnyerte a fesztivált a Hurt című dallal, amit Timi Yuro, illetve az A chi cíművel, amelyet Fausto Leali szerzett.
1968-ban Giusy Romeo néven a Sanremói Dalfesztiválon, No amore című dalával szerepelt. Fellépett az Un Disco per l'Estate, a Cantagiro és a Festivalbar nyári zenei műsorokban L'onda című dalával, ezt követően Aretha Franklin-dalokat dolgozott fel.
1974-ben a német BASF lemezkiadóval kötött szerződést, ahol Junie Russo néven szerepelt. 1975-ben megjelent első angol nyelvű nagylemeze, Love is a woman címen.
1978-ban kapta a Giuni Russo művésznevet, majd a következő évben találkozott Franco Battiato énekes-dalszerzővel, aki második albuma elkészítésében segített neki, immáron a CGD kiadó gondozásában. A lemezen olyan egyéb előadók működtek közre, mint Sisini, Alberto Radius és Giusto Pio.
1982-ben ismerte meg nevét a nagyközönség az Un'estate al mare (Nyár a tengernél) című aranylemezt kapott dalával, amely a slágerlistákat vezette, valamint részt vett a Festivalbaron, illetve a Vota al voce címmű nyári zenei turnéműsorokban. Emellett a Domenica In Discoring című zenei rovatának is rendszeres fellépője volt. A dal egy prostituáltról szól, aki elképzel egy gondtalan, tengerparti nyarat. A következő két évben újabb nagylemezeket adott ki. 1986-ban újabb nagy sikert arató dala jelent meg, aminek címe Alghero volt, a Ricordi kiadó gondozásában. Ugyanis addigi producerével, Caterina Casellivel összeveszett, aki jobban eladható dalokat szeretett volna, Giuni viszont olyanokat, amelyek saját stílusához állnak közel. Ismét fellépett a Festivalbaron. Az Alghero című dal a egy olyan lányról szól, aki nem szeretné, hogy az anyja megtudja, hogy Algheróba akar menni egy idegen férfivel.
1999-ben agydaganatot diagnosztizáltak nála, ám karrierjét tovább folytatta.
2003-ban lépett fel ismét a Sanremói Dalfesztiválon Moriró d'amore (Meghalok a szerelemtől) című dallal, amivel hetedik helyen végzett. 2004-ben hosszantartót súlyos betegsége után, éppen 53 évesen hunyt el.

## Diszkógráfia

### Mint Giusy Romeo
Kislemezek
- 1968 – No amore / Amerai Columbia/EMI (SCMQ 7082)
- 1968 – L'onda / Lui e Lei Columbia/EMI (SCMQ 7095)
- 1968 – I primi minuti / Fumo negli occhi Columbia/EMI (SCMQ 7118)

### Mint Junie Russo
Kislemezek
- 1975 – Milk of Paradise / I've Drunk in my Dream  BASF (06 13325-Q)
- 1975 – Everything Is Gonna Be Alright / Vodka BASF (06 13330-Q)
- 1975 – In trappola / Lui nell'anima GHIBLI (CD 4506)
- 1976 – Mai / Che mi succede adesso DURIUM (Ld A 7950)

Nagylemezek
- 1975 – Love is a woman BASF (21-23326 Q)

### Mint Giuni Russo
Kislemezek
- 1978 – Soli noi / La chiave ELEKTRA (T 12290)
- 1982 – Un'estate al mare / Bing bang being CGD (CGD 10401)
- 1982 – Good Good Bye / Post moderno CGD (CGD 10437)
- 1982 – Una Vipera Sarò / Tappeto Volante
- 1983 – Good Good Bye / Un'estate al mare
- 1984 – Mediterranea / Limonata cha cha cha CGD (CGD 10548)
- 1986 – Alghero / Occhiali colorati BUBBLE/RICORDI (BLU 9233)
- 1987 – Ragazzi al luna-park / Mango papaia BUBBLE/RICORDI (BLU 9238)
- 1987 – Adrenalina / Adrenalina (remix strumental) BUBBLE/RICORDI (BLUX 934)
- 1987 – Mango Papaia / Mango papaia (remix strumental) BUBBLE/RICORDI (BLUX ?)
- 1990 – Un'estate al mare / Una vipera sarò (CGD 3984 23892-9)
- 1994 – Se fossi più simpatica sarei meno antipatica
- 1995 – Un'estate al mare (love guitar remix) / Un'estate al mare (deep mix) / Un'estate al mare (July 41 st) ITWHY (ITW 05)
- 1997 – Gabbiano / Fonti mobili NAR (NAR 40132)
- 2000 – Un'estate al mare (space mix) / Un'estate al mare (cub mix) / Un'estate al mare (dub version) HITLAND (EXTRA 05 CDs)
- 2003 – Morirò d'amore / Il re del mondo (live)
- 2006 – Un'estate al mare (remix feat. Megahertz) – PROMO
- 2006 – Adrenalina (remix feat. MAB) – PROMO
- 2006 – Una vipera sarò (remix feat. Caparezza) – PROMO

Nagylemezek
- 1981 – Energie CGD (CGD 20269)
- 1983 – Vox CGD (CGD 20360)
- 1984 – Mediterranea CGD (CGD 20409)
- 1986 – Giuni BUBBLE/RICORDI (BLULP 1822)
- 1987 – Album BUBBLE/RICORDI (BLULP 1825)
- 1988 – A casa di Ida Rubinstein L’OTTAVA/EMI (64 7915301)
- 1992 – Amala CGD (4509-90011-2)
- 1994 – Se fossi più simpatica sarei meno antipatica EMI (7243 8 29956 2 3)
- 1998 – Voce prigioniera NAR (NAR 1349 2)
- 2002 – Signorina Romeo Live
- 2003 – Morirò d'amore
- 2003 – Demo De Midi
- 2004 – Napoli che canta
- 2006 – Unusual
- 2008 – Cercati in me
- 2011 – A casa di Ida Rubinstein 2011" Cd+ Dvd
- 2012 – Love is a woman
- 2016 – Fonte d'amore

DVD-k
- 2004 – Napoli che canta
- 2005 – Mediterranea Tour (with CDs)
- 2007 – La sua figura

Válogatáslemezek
- 1983 – Un'estate al mare
- 1987 – Sere d'agosto
- 1989 – I successi di Giuni Russo SPINNAKER/RICORDI (SPI13)
- 1990 – Le più belle canzoni CGD musicA (9031 72212-2)
- 1996 – Onde leggere TRING (TRI 028)
- 1997 – La sposa FUEGO (PCD 2100)
- 1999 – Alghero REPLAY MUSIC (RSCD 8032)
- 2000 – Il meglio (újrahangszerelt dalok) MR MUSIC/D.V. MORE RECORD (MRCD 4198)
- 2000 – I miei successi (újrahangszerelt dalok) D.V. MORE RECORD (CD DV 6411)
- 2003 – Irradiazioni (kiadatlan dalok)
- 2004 – Voce che grida
- 2007 – The Complete Giuni (kiadatlan, újrahangszerelt dalok)